# Enoploides fluviatilis
Enoploides fluviatilis is een rondwormensoort uit de familie van de Thoracostomopsidae. De wetenschappelijke naam van de soort is voor het eerst geldig gepubliceerd in 1923 door Micoletzky.